# ムワンザ
ムワンザ（Mwanza）は、ビクトリア湖の南岸に位置する、タンザニア北部のムワンザ州の州都である。

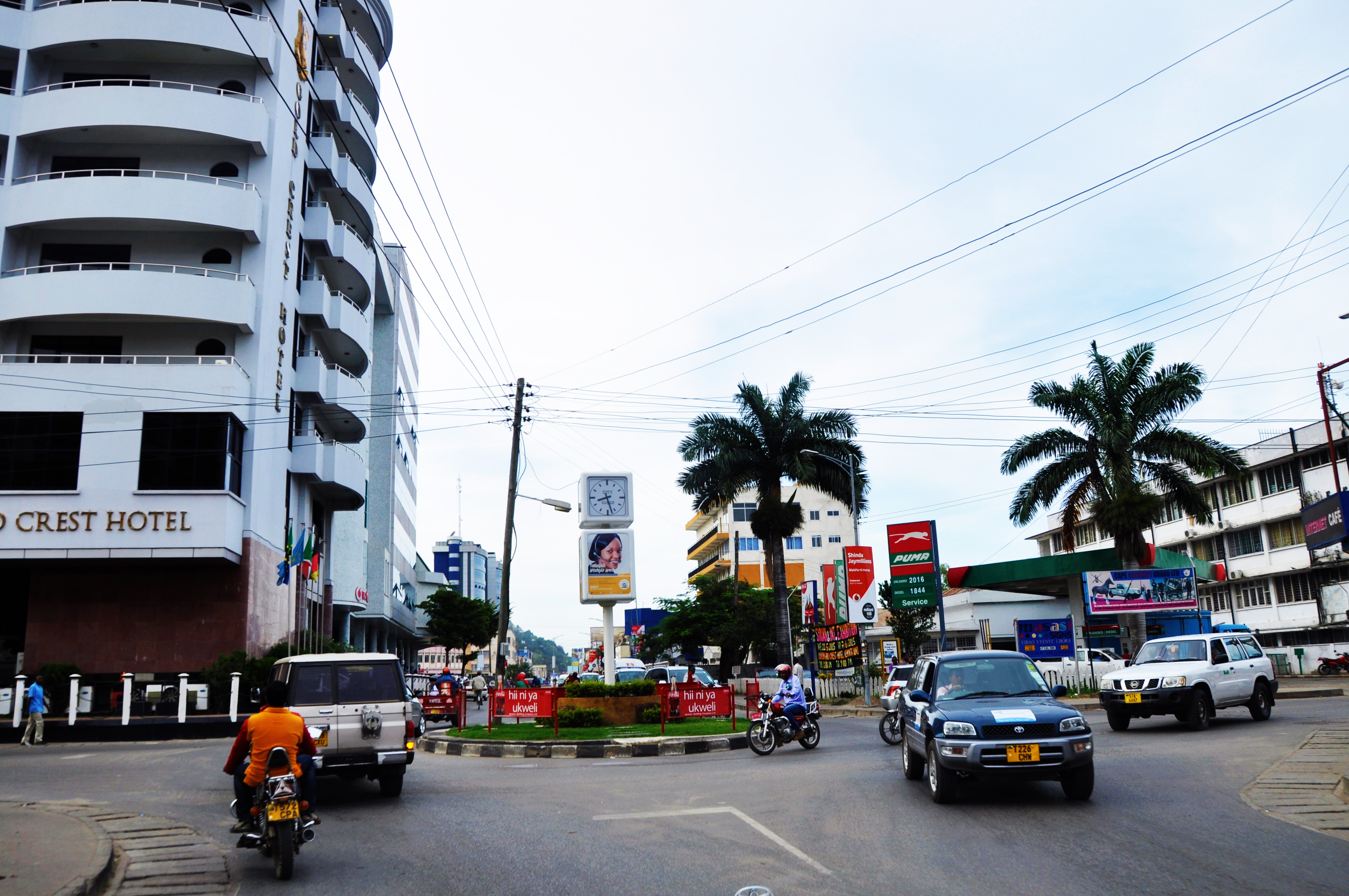
市内

## 人口
ムワンザの推計人口は、2002年の調査によると、約20.9万人であった。しかし、サハラ以南のアフリカ諸都市の例に漏れず、貧困者の流入によりスラム化が発生しており、正確な人口は不明である。なお、ムワンザのスラムの有様は、ドキュメンタリー映画の『ダーウィンの悪夢』にて取り上げられた。参考までに、郊外を含むムワンザ都市圏全体の人口は、2002年時点で、約48万人であったとされた。

## 地理・交通

タンザニアの鉄道路線の概略図。ビクトリア湖南岸のMwanzaから、Taboraへと南下する路線が有る。

ビクトリア湖の南岸に、深く切れ込む入り江の付け根付近に形成された都市が、ムワンザである。ビクトリア湖を利用した水運も行われている。例えば、貨客船のブコバ号やセレンゲティ号が運行された。ただ、1996年5月21日にブコバ号は、ムワンザの沖合いで沈没して、少なくとも800人が死亡した。
また、タボーラ州の州都であるタボラからムワンザまでは、途中でシニャンガ州の州都であるシニャンガを経由する経路で、鉄道路線が敷設されている。このタボラで中央線に接続している。
さらに、ムワンザ国際空港も設置されている。
なお、観光資源には乏しい。

## 産業
ムワンザのビクトリア湖沿岸では、ナイルパーチ漁に代表される漁業と、水産加工業が見られる。ムワンザ産のナイルパーチは、切り身に加工後、ムワンザ国際空港からヨーロッパ諸国や日本などへ輸出されている。
これに対して、ムワンザの内陸側では、温暖な気候を利用した綿花栽培などの農業が盛んである。

## 姉妹都市
- ヴュルツブルク（ドイツ[注釈 1]）
- タンペレ（フィンランド）